# Рехемаа, Айвар
Айвар Рехемаа (эст. Aivar Rehemaa; род. 28 сентября 1982, Тарту) — эстонский лыжник, участник трех Олимпийских игр. Специалист дистанционных гонок.

## Карьера
В Кубке мира Рехемаа дебютировал в 2001 году, в марте 2002 года впервые попал в десятку лучших на этапе Кубка мира, в эстафете. Всего на сегодняшний день имеет на своём счету 7 попаданий в десятку лучших на этапах Кубка мира, 6 в командных соревнованиях и 1 в личных. Лучшим достижением Рехемаа в общем итоговом зачёте Кубка мира является 32-е место в сезоне 2008-09.
На Олимпиаде-2006 в Турине, стартовал в четырёх гонках: дуатлон 15+15 км — 32-е место, спринт — 54-е место, эстафета — 8-е место, масс-старт 50 км — 35-е место.
На Олимпиаде-2010 в Ванкувере занял 51-е место в гонке на 15 км коньком, 37-е место в дуатлоне 15+15 км, 14-е место в эстафете и 34-е место в масс-старте на 50 км.
За свою карьеру принимал участие в пяти чемпионатах мира, лучший результат 7-е места в гонке на 15 километров свободным стилем на чемпионате-2013 также занимал 8-е место в эстафете и командном спринте на чемпионате-2009.
Использует лыжи производства фирмы Fischer, ботинки и крепления Salomon.

## Интересные факты
Несколько лет Рехемаа в межсезонье выступал за футбольный клуб «Отепя» в чемпионате Эстонии. В команде он действовал вместе с партнером по сборной Пеэтером Кюммелем и биатлонистом Маргусом Адером.